# О'Браєн (Техас)
О'Браєн (англ. O'Brien) — місто (англ. city) в США, в окрузі Гаскелл штату Техас. Населення — 91 особа (2020).

## Географія
О'Браєн розташований за координатами 33°22′49″ пн. ш. 99°50′38″ зх. д. / 33.38028° пн. ш. 99.84389° зх. д. (33.380198, -99.843824).  За даними Бюро перепису населення США в 2010 році місто мало площу 1,30 км², уся площа — суходіл.

## Демографія
Згідно з переписом 2010 року, у місті мешкало 106 осіб у 47 домогосподарствах у складі 26 родин. Густота населення становила 81 особа/км².  Було 69 помешкань (53/км²).
Расовий склад населення:
| - 68,9 % — білих - 0,9 % — азіатів - 27,4 % — осіб інших рас |

До двох чи більше рас належало 2,8 %. Частка іспаномовних становила 44,3 % від усіх жителів.
За віковим діапазоном населення розподілялося таким чином: 18,9 % — особи молодші 18 років, 51,9 % — особи у віці 18—64 років, 29,2 % — особи у віці 65 років та старші. Медіана віку мешканця становила 52,8 року. На 100 осіб жіночої статі у місті припадало 116,3 чоловіків;  на 100 жінок у віці від 18 років та старших — 104,8 чоловіків також старших 18 років.
За межею бідності перебувало 15,5 % осіб, у тому числі 0,0 % дітей у віці до 18 років та 14,8 % осіб у віці 65 років та старших.
Цивільне працевлаштоване населення становило 45 осіб. Основні галузі зайнятості: сільське господарство, лісництво, риболовля — 37,8 %, освіта, охорона здоров'я та соціальна допомога — 24,4 %, роздрібна торгівля — 17,8 %.